# 早稲田全線座
早稲田全線座（わせだぜんせんざ、1933年12月 開業 - 1960年代 閉館廃業）は、かつて存在した日本の映画館である。銀座全線座ができるまでは、たんに全線座という名であった。

## 沿革
- 1933年12月 開業
- 1960年代 閉館廃業

## 歴史
1933年（昭和8年）12月、浅草公園六区の帝国館出身の活動弁士・樋口旭浪こと樋口大祐が、東京市牛込区馬場下町（現在の東京都新宿区馬場下町）に洋画興行を専門とする映画館「全線座」を開業して、樋口の個人商店・全線座を創立した。ちなみに当館が開業するまでの牛込区内の映画館は、牛込館、神楽坂日活館、羽衣館、早稲田キネマの計4館しかなかった。
開業時に発行されたプログラム『ZENSEN-ZA No.1』には、樋口が「樋口旭浪」名義で「会館御挨拶」を述べており、アメリカ合衆国から輸入したRCA製の最新式発声装置を使用し、開館当初からトーキー専門館であることが強調されていた。最初のプログラムには、レオ・マッケリー監督の『カンターの闘牛士』、極彩色発声映画『人魚と海賊』、7幕のライヴ『ステージ・ショオ』、毎日映画社の記録映画『海の生命線』が上映・上演された。
1945年（昭和20年）の第二次世界大戦終結後には再開業した。
1952年（昭和27年）4月2日、全線座が株式会社に改組した。この前年の1951年（昭和26年）には高田馬場に早稲田松竹と高田馬場パール座が開業している。
名画座として親しまれたが、1960年代には閉鎖、廃業した。

## ギャラリー
- 開館まもない1934年（昭和9年）に早稲田全線座でも上映した『街の灯』[2]（1931年）のチャールズ・チャップリンとヴァージニア・チェリル
- 『街の灯』と同じ1934年に早稲田全線座で上映した『戦場よさらば』[2]（監督フランク・ボーゼイジ、1932年）のゲイリー・クーパーとヘレン・ヘイズ

## 関連事項
- 全線座

## 註
1. ↑  神田川人「東中野のまちづくり」サイト内の岸恒夫の記事「東中野今昔ものがたり 第五回早稲田通りその2」の記述を参照。
2. 1 2 3 4 5 6  #外部リンク欄の公式サイト内の「沿革」「会社概要」「全線座ギャラリー」の各項の記述を参照。二重リンクは省く。
3. ↑  “昭和7年の東京市の映画館”.   中原行夫の部屋（原資料「キネマ旬報」）. 2013年8月20日閲覧。
4. ↑  “高田馬場パール座”. 街の映画館チラシ.   みつ豆CINEMA. 2013年8月20日閲覧。